# Éditions des Récollets
Pour les articles homonymes, voir Récollet (homonymie).
Les Éditions des Récollets sont une maison d’édition coopérative créée en 2006 grâce à l’émergence du projet de l’Encyclopédie du Développement Durable et le soutien de l’association 4D.
La coopérative est dissoute le 27 novembre 2012.

## Description
Les Éditions des Récollets, sont une société coopérative d’édition, gérée par 23 personnes et ayant pour but de publier des œuvres concernant le Développement Durable et notamment de développer son projet central : l’Encyclopédie du Développement Durable.
Les Éditions des Récollets s’articulent autour de 3 organes :
- Le secrétariat de rédaction qui s’occupe des relations avec les auteurs et assure la coordination de l’ensemble du processus de publication.
- Le comité éditorial qui se charge de l’orientation éditoriale.
- Le comité de lecture qui valide et réalise les corrections des publications.

## Historique
- Le projet naît en 2005 du  constat fait par Michel Mousel, ancien président de la mission interministérielle de l’effet de serre et ancien président de l’association 4D, et Jean-Pierre Piéchaud, urbaniste se consacrant à l’approche territoriale du Développement Durable et vice-Président de l’association 4D, d’une certaine incompréhension du public face à l’utilisation abusive du terme Développement Durable.
- C’est en 1993, après le « Sommet de la terre » de Rio, que l’association 4D (Dossiers et débats pour le développement durable) a été créée afin de constituer un réseau citoyen pour la promotion du développement durable et pour le suivi des engagements pris par la France comme par les autres États membres de l’ONU. Le projet de l’Encyclopédie du Développement Durable naît de cette exigence. Il est porté par une société coopérative d’édition, émanation de l’association 4D : les Éditions des Récollets
- En 2006, un plan de classement est créé afin de structurer toutes les différentes facettes du Développement Durable.
- Le projet prend forme en mars 2006 avec la création du premier article de l’Encyclopédie par Alain Ruellan.
- Début 2008 les Éditions des Récollets se dotent d’un site Internet qui permet de mettre l’Encyclopédie en consultation pour les abonnés.
- En 2009 le site devient librement accessible. Avec le passage à la gratuité, l’Encyclopédie du Développement Durable entre en cohérence avec sa vocation: vulgariser les connaissances scientifiques, promouvoir une réflexion militante et faire connaître les actions en faveur du développement durable. Elle devient véritablement un projet d’éducation populaire.
- En février 2010 les Éditions des Récollets publient leur premier livre en collaboration avec les éditions de l’Harmattan : « Penser la métropole parisienne, plaidoyer pour un projet citoyen, égalitaire et postcarbone »

## L'Encyclopédie du Développement Durable
« L’Encyclopédie du Développement Durable lancée par 4D permet aux citoyens de s’approprier le projet du Développement durable, sa cohérence et son exigence, alors qu’il est si souvent invoqué de façon confuse, superficielle et fragmentée…»
L’Encyclopédie du Développement Durable est un outil pour la compréhension des enjeux et la mobilisation.
Projet d’éducation populaire, elle se propose de vulgariser les connaissances scientifiques, de promouvoir une réflexion militante et de diffuser des repères pour l’action en faveur du développement durable. Elle est librement accessible en ligne. 
Par son plan simple et clair, des articles de fond et des renvois thématiques, l’Encyclopédie du Développement Durable doit permettre au citoyen d’appréhender aisément les liens entre des questions d’ordre apparemment diverses (scientifiques, techniques, politiques, économiques, culturelles, sociales…), sans rester piégé par les cloisonnements de quelque type que ce soit (disciplinaires, géographiques, institutionnels…).
Un réseau d’experts et de praticiens du développement durable
L’Encyclopédie s’appuie sur un large réseau d’experts et d’acteurs de terrain concernant les enjeux et les questionnements liés au développement durable, construit en collaboration avec l’Association 4D.  Elle s’appuie également sur l’expérience du débat et sur une vision ouverte mais approfondie de cet enjeu essentiel pour nos sociétés.

## Réseaux et partenaires
Les Éditions des Récollets sont membres de la coredem
Elles participent également au programme européen « Une seule Planète »